# Mendidius samarcandicus
Mendidius samarcandicus är en skalbaggsart som beskrevs av Nikritin 1979. Mendidius samarcandicus ingår i släktet Mendidius och familjen Aphodiidae. Inga underarter finns listade i Catalogue of Life.